# Erax albiceps
Erax albiceps là một loài ruồi trong họ Asilidae. Erax albiceps được Macquart miêu tả năm 1850.